# Реј Манај
Реј Аљдо Манај (алб. Rey Aldo Manaj; Лушње, 24. фебруар 1997) албански је фудбалер. Игра на позицији нападача, а тренутно наступа за Сиваспор и репрезентацију Албаније.